# Пракситель
Пракси́те́ль (др.-греч. Πραξιτέλης, ок. 400 г. до н. э. — после 340—320-х годов до н. э.) — древнегреческий скульптор IV века до н. э. Его имя используется как нарицательное.
Создатель «Афродиты Книдской», известной по письменным источникам, как первое изображение обнаженной женщины в античности. Предполагаемый автор знаменитых композиций «Гермес с младенцем Дионисом» и «Аполлон, убивающий ящерицу». Большинство работ Праксителя известно по римским копиям или по описаниям античных авторов.

## Биография
Об этом скульпторе сохранилось очень много упоминаний, однако достоверных сведений о его жизни крайне мало. Сигнатуры Праксителя, найденные в Афинах, датируют 2-й половиной IV в. до н. э., на основании этих надписей и других данных считают, что он родился ок. 400 г. до н. э. (или же в конце V или начале IV вв.). Одни исследователи относят его творческую деятельность к периоду около 370—340 гг. до н. э. По мнению же других, он работал до 330 или 320 г. до н. э. По словам Плиния, его расцвет относится к 104-й Олимпиаде, то есть к 364—361 годам до н. э.
По некоторым сигнатурам, найденным за пределами Аттики (в Дельфах, в Теспиях и в Ольвии) достоверно известно, что Пракситель был афинянином.
Пракситель, как теперь считается, был сыном афинского ваятеля Кефисодота Старшего и, вероятно, его учеником. Однако ни в одном античном источнике или надписи имя его отца не указано. По другой версии, Кефисодот Старший был его старшим братом Сам же Пракситель — отец скульпторов Кефисодота Младшего и Тимарха. Плиний называет его учеником Папила, о котором более ничего не известно.
Скульптуры Праксителя раскрашивал афинский художник Никий.
Самое позднее упоминание имени Праксителя связано с его работами в Эфесе, которые ещё не были завершены в 334 году до н. э., когда в Малой Азии появился Александр Македонский.

### Тёзки
Некоторые ученые предполагают, что ранее, в V веке, работал скульптор-тезка, условно именуемый Праксителем Старшим, существует версия, что он был отцом Кефисодота Старшего и дедом Праксителя. 
Кроме того, по сигнатурам известно, что скульпторов, носивших имя «Пракситель», в более позднюю эпоху было несколько — по меньшей мере, ещё три (скульптор Пракситель предположительно второй половины III в. до н.э., скульптор Пракситель первой половины II в. до н.э., скульптор Пракситель конца I в. до н.э. — начала I в. н.э. ). В письменных источниках, однако, упоминается существование лишь одного, великого. Исключение — единственное упоминание в схолиях к Феокриту (V, 105), которое гласит: «Говорят, было два Праксителя, один — старший, скульптор, создававший статуи людей, другой — младший, скульптор, создававший статуи богов; тот, о котором говорит Феокрит, был при царе Деметрии — Пракситель: он был лучшим скульптором».

## Творчество
По словам Плиния, более знамениты работы Праксителя в мраморе, однако он работал и в металле.
Есть основания считать, что из известных произведений, связанных с его именем, одним из наиболее ранних следует считать статую сатира, наливающего вино. К раннему периоду творчества скульптора относятся также две статуи Эрота, выполненные для Феспий и Пария. Более поздней работой скульптора считается статуя Аполлона Савроктона, которая была выполнена в бронзе и известна в поздних копиях

### Статуи Афродит
Ни одному скульптору не удавалось достичь большего совершенства в передаче как грации тела, так и тонкой гармонии духа, чем Праксителю. 
Согласно источникам, к образу Афродиты скульптор обращался несколько раз. Первой из этих работ была, по-видимому, статуя, которую он создал для Феспий. Исследователи считают, что к этой скульптуре восходит находящаяся сейчас в Лувре Афродита из Арля. Богиня изображена полуобнажённой.
От Афродиты Косской до нас дошли только репродукции на монетах. Из них видно, что богиня была изображена одетой, с длинными волосами, падавшими на плечи, с венком на голове и с ожерельем на шее.
Созданная им статуя Афродиты Книдской считалась в древности не только его лучшим творением, но и лучшей статуей всех времён. Плиний пишет, что она - "...самое выдающееся не только из произведений Праксителя, а во всем мире". Оригинал Афродиты Книдской был сделан из мрамора. Составить представление о ней можно на основе книдских монет и дошедших до нас повторений статуи. На монетах богиня изображена совершенно обнажённой. Её одежда брошена на стоящую слева гидрию. Обнажённое женское тело изредка становилось предметом скульптурного изображения и ранее, однако Пракситель стал первым скульптором, создавшим монументальное изображение обнажённой богини. Согласно современным комментаторам, история о том, что жители Коса выбирали между двумя статуями Афродиты - обнаженной и одетой, и выбрали последнюю, является поздней легендой.
Особенные отношения связывали Праксителя со знаменитой афинской гетерой Фриной. Считается, что она позировала для такой легендарной статуи, как «Афродита Книдская» . Впрочем, Клемент Александрийский и Арнобий называют натурщицей гетеру Кратину, возлюбленную Праксителя (последнее считают более вероятным). Согласно рассказам античных авторов, то, что скульптор ваял богиню со своей возлюбленной Фрины, было расценено некоторыми как кощунство. Её отвергнутый поклонник Евфий (Евтиас) обвинил гетеру в безбожии, в введении новых культов и в кощунстве (340 год до н. э.). Защитником гетеры выступил знаменитый оратор Гиперид, также возлюбленный Фрины. Увидев, что его речь не производит на суд особого впечатления, он сдёрнул с Фрины её одежды (по другим текстам, обнажив только до пояса, или одежды сбросила сама Фрина по знаку защитника). Красота Фрины произвела такое впечатление на судей, что её оправдали — ведь согласно греческим представлениям о прекрасном, столь совершенное тело не могло скрывать несовершенную душу (концепция калокагатии). Речь Гиперида была так популярна, что Месалла Корвин перевёл её на латинский язык.

### Прочее
Развитый стиль Праксителя проявился в статуе «Гермес с младенцем Дионисом». Праксителя интересовало особое очарование мечтательного настроения, которое он умел вкладывать в свои статуи путём придания мягкой плавности их движениям и необычайной трактовкой обнажённого тела.
К периоду расцвета стиля Праксителя относится оригинал статуи отдыхающего Сатира. 
Вероятно, к позднему периоду деятельности Праксителя относится третья из созданных им скульптур Артемиды. Эта статуя находилась в святилище Лето, в Мантинее, вместе со статуями Аполлона и Лето. Ни одной копии её до сих пор найти не удалось. Однако удалось найти часть базы этих статуй. На одной из трёх найденных в Мантинее её рельефных плит изображён сидящий Аполлон с лирой, напротив него — Марсий, играющий на флейтах, между ними — скифский раб, готовый покарать Марсия за вызов богу. На каждой из двух других плит изображены по три музы — судя по всему, не хватает ещё одной плиты с тремя музами. Предполагается, что рельефы выполнены кем-то из помощников Праксителя по его эскизам.

### Статуи Эрота (Купидона)
По источникам известно несколько Эротов (Купидонов) работы Праксителя -  по крайней мере, пять. Самая знаменитая находилась в городе Феспии (Теспии). Она также связана с Фриной. Павсаний рассказывает, что однажды Пракситель в знак своей любви сказал Фрине, что она может выбрать любую из его работ в мастерской. Гетера спросила: «какая из них самая лучшая?», но скульптор отказался отвечать. Фрина замолчала, но через несколько дней к художнику с криками прибежал слуга: «в мастерской пожар!». «Если сгорят Сатир и Эрот, я погиб», — начал рвать на себе волосы скульптор, но тут Фрина призналась, что это была выдумка, и сказала, что она забирает себе «Эрота». Статую она подарила родному городу Феспии.

### Портреты Фрины
Третья статуя Праксителя, связанная с именем Фрины, была уже непосредственно «портретной». После смерти гетеры Пракситель создал её изваяние, которое было поставлено местными жителями как статуя в Дельфах, на высокой мраморной колонне (а не в храме Артемиды Эфесской, как пишут иногда). Она была золотая (или бронзовая позолоченная). Предполагают, что статуя Фрины в Дельфах была посвящена ок. 346—345 гг. до н. э. в благодарность за выигранный процесс судебный процесс против неё.
По Плутарху, киник Кратет писал, что эта скульптура является «памятником распущенности эллинов». Клавдий Элиан также порицал за это греков. Скульптура стояла между статуй спартанского царя Архидама и Филиппа, сына Аминта, что выглядело достаточно провокационно, учитывая её социальный статус. На пьедестале была надпись: «Фрина, дочь Эпикла из Феспий», как пишет Алкет (Aλκέτας) в своём описании Дельф, а также Плутарх.
Другая портретная статуя Фрины была мраморной и стояла в Теспиях, рядом с мраморной Афродитой Праксителя и этим Эротом (по словам Алкифрона — между ними). Фрина сама эти статуи и посвятила. Это сообщают Павсаний (IX, 27, 5), Алкифрон (Письма, фрагмент 3), Плутарх (Диалог о любви, IX, 10).

## Список произведений
По различным источникам известно около 60 произведений Праксителя, но, видимо, не все они принадлежат именно этому Праксителю, поскольку в источниках, судя по всему, не отличают от него поздних тёзок (трех или более человек). Кроме того, уже античные писатели свидетельствуют, что другие скульпторы подписывали свои работы именем Праксителя, чтобы повысить на них цену. Кроме скульптур, известных по древним текстам, в список входят статуи (известные по копиям), которые атрибутированы его резцу современными исследователями на основании его хорошо известного стиля.
| Илл.                              | Название                                                                                      | Дата оригинала                           | Примечание |
| --------------------------------- | --------------------------------------------------------------------------------------------- | ---------------------------------------- | --- |
|                                   | Аполлон, убивающий ящерицу (Аполлон Савроктон)                                                |                                          | Наиболее известная римская копия находится в Лувре. Сохранилось более 20 копий, мраморных и бронзовых (лучшие — в Ватикане и в Лувре). Достаточно древняя бронзовая версия хранится в Кливленде. |
|                                   | Артемида                                                                                      |                                          | Стояла в храме богини в городе Антикиры |
| Илл.: Артемида из Габий           | Артемида Браврония (Браурония)                                                                | ок. 346 год до н. э.                     | По сообщению Павсания, эта культовая статуя находилась в афинском святилище богини — Бравронейоне (I, 23, 7). Датируется по спискам ценностей этого храма. Вероятно, её копией является Диана Габийская (Лувр), сохранилась ещё в двух повторениях. |
| Илл.: рельеф Матинейской базы     | Артемида, Аполлон и Латона                                                                    | предположительно 360-е гг. до н. э.      | По словам Плиния, стояла в святилище Лето в Мантинее, образуя группу с Аполлоном и Латоной. Утрачена. В 1877 году найдены рельефы с подножия группы с изображением муз и Марсия — т. н. Матинейская база (предположительно работа учеников). |
|                                   | Афродита в Феспиях                                                                            |                                          | Мраморная статуя, выполненная для Феспий. Стояла в храме Эрота, была посвящена (вместе с Эротом и статуей Фрины) Фриной. Возможно, к ней восходит Афродита из Арля (Лувр). |
|                                   | Афродита Косская                                                                              | предположительно после 366 г. до н. э.   | Мраморная статуя. Упоминается только у Плиния. |
|                                   | Афродита Книдская                                                                             | 350—330 гг. до н. э., но точной даты нет | Мраморная статуя. Считается первым изображением обнаженной женщины в греческой скульптуре. Дошло около 50 копий, одна из популярнейших статуй античности. |
|                                   | Афродита                                                                                      |                                          | Материал неизвестен. Стояла храме Адониса в Александрии в Карии (в Малой Азии) (см. Стефан Византийский). |
|                                   | Афродита (Венера)                                                                             |                                          | Бронзовая, сгорела в Риме. |
|                                   | Возница                                                                                       |                                          | О том, что Пракситель поставил человеческую фигуру в квадригу работы Каламида, сообщает Плиний. |
|                                   | Гера, сидящая на троне, с Гебой и Афиной по бокам                                             | предположительно 360-е гг. до н. э.      | По сообщений Плиния, стояла в храме Геры в Матинее. |
|                                   | Гера, колоссальная стоящая статуя                                                             |                                          | По сообщению Павсания, создал в храме Геры в Платеях статую Реи и колоссальную статую стоящей Геры из пентелийского мрамора. Предполагают, что это было сделано по заказу фиванцев после разрушения Платей в 374 г. до н. э. (Павсаний, IX, 2, 7). |
|                                   | Гермес с младенцем Дионисом                                                                   |                                          | Мраморная статуя найдена в Олимпии, считалась авторским подлинником, более поздней копией, либо же работой позднего тёзки из Пергама II века до н. э. |
|                                   | Деметра с дочерью (Кора, Персефона) и Иакхом с факелом (Дионисом), то есть элевсинская триада |                                          | Павсаний (I, 2, 4) сообщает о группе элевсинской триады в храме Деметры в Афинах работы Праксителя. Об этой же группе упоминает Клемент Александрийский (Протрептик, 62). |
|                                   | Дионис (Отец-Либер, Иакх)                                                                     |                                          | По сообщению Павсания (VI, 26, 1), культовая статуя Диониса работы Праксителя из неуказанного материала стояла в храме Диониса в Элиде. Бронзовую статую Диониса работы Праксителя описывает Каллистрат (Описания, 8), без указания её нахождения. Цицерон (Против Верреса, IV, 135) упоминает о мраморном Иакхе (отождествляется с Дионисом) как о знаменитом произведении в Афинах. См. также ниже: Опьянение и Сатир (возможно, составлял с ними единую группу, если по Плинию; и выше — Деметра с дочерью и Иакхом. |
|                                   | Дионис и Ника (или Ники)                                                                      |                                          | В посвятительной надписи, найденной в Театре Диониса в Афинах, датирующейся II в. до н. э., говорится о посвящении статуй Диониса и Ники (поддерживающих треножники — иконография посвящений за победу в театральном соревновании) Праксителя. Трехгранная база от статуи с барельефными изображениями бородатого Диониса и двух Ник была найдена рядом на Улице Треножников. Её датируют IV в. до н. э. и считают оригиналом раннего Праксителя (в Национальном музее в Афинах).                                       |
|                                   | Катагуса                                                                                      |                                          | Имя означает «Прядущая», «Прядильщица», возможно, речь идет о Мойре, также комментаторы связывали это упоминание с Прозерпиной. Упомянута у Плиния. |
|                                   | Опора (или Канефора)                                                                          |                                          | Изображена богиня Опора — богиня богатого урожая, особенно виноградного, и соответствующего времени года, персонификация Осени. Упомянута у Плиния. |
|                                   | Опьянение и Сатир (т. н. Перибоетос, «знаменитый»); возможно, с Дионисом                      |                                          | Бронзовая группа упоминается у Плиния, в зависимости от варианта пунктуации, Отец-Либер (Дионис) входит в неё или представляет самостоятельную статую. Опьянение было персонификацией в облике женщины, возможно — одной из Менад. |
|                                   | Похищение Прозерпины                                                                          |                                          | Упомянута у Плиния. |
|                                   | Пселиумена                                                                                    |                                          | Букв. «надевающая на себя ожерелье, колье» или, как обычно считают, «браслет, запястье». Возможно, Афродита, Фрина или жанровая статуя. Упомянута у Плиния |
|                                   | Рея                                                                                           |                                          | По сообщению Павсания, создал в храме Геры в Платеях статую Реи и колоссальную статую стоящей Геры из пентелийского мрамора. Предполагают, что это было сделано по заказу фиванцев после разрушения Платей в 374 г. до н. э. (Павсаний, IX, 2, 7). |
|                                   | Сатир                                                                                         |                                          | Павсаний (I, 43, 5) сообщает о Сатире Праксителя из паросского мрамора, стоявшем в храме Диониса в Мегарах. |
|                                   | Сатир                                                                                         |                                          | Павсаний (I, 20, 1) сообщает о статуе Сатира работы Праксителя на Улице Треножников в Афинах. По его словам, Пракситель очень гордился этим Сатиром и Эротом. Афиней (XIII, 591) пишет, что Пракситель предложил в дар Фрине на выбор этого Сатира или Эрота. Полагают, что он был мраморный. |
|                                   | Сатир, наливающий вино                                                                        |                                          | Сохранилось более 20 мраморных копий, одна из лучших — в дрезденском Альбертинуме. Считают, что это — одно из ранних произведений Праксителя, и что оригинал был бронзовый. |
|                                   | Сатир, Отдыхающий Сатир                                                                       |                                          | Пользовался колоссальной популярностью. Дошло около 70 копий, одна из популярнейших статуй античности. |
|                                   | Стефануса                                                                                     |                                          | Букв. «венчающая», «увенчивающая». Обычно считают, что это Ника, увенчивающая победителя в состязаниях. Сообщается у Плиния |
|                                   | Трофоний                                                                                      |                                          | Статуя беотийского бога Трофония в Лебадии, упомянута Плинием. |
|                                   | Фрина, портретное изображение                                                                 | ок. 346—345 гг.                          | Стояла в Дельфах на мраморной колонне, бронзовая позолоченная или золотая, известна по упоминанию. |
|                                   | Фрина, портретное изображение                                                                 |                                          | Мраморная, стояла в Теспиях. Известна по упоминанию. |
|                                   | Эрот                                                                                          |                                          | Статуя, выполненная для Феспий, связана с именем Фрины. Предположительно копия — скульптура, найденная на Палатине, ныне в Лувре. |
| Илл.: Эрот Боргезе                | Эрот                                                                                          |                                          | Статуя, выполненная для Парий. Предположительно, к ней восходит Эрот Боргезе. |
| надгробный памятник воину с конем |                                                                                               |                                          | Стоял в Афинах, недалеко у ворот. Упомянут Павсанием. Неясно, статуя или рельеф. Возможно, работа Праксителя Старшего. |

Страбон (XIV, 641) пишет, что в новом, послепожарном храме Артемиды Эфесской, «алтарь почти весь был полон» произведениями Праксителя, это словосочетание не очень ясно, но полагают, что речь идет скорей о статуях, чем о рельефных украшениях алтаря. Алтарь должен был быть не главный, а алтарь Артемиды Прототронии («Первопрестольной») в этом же святилище. Работы Праксителя для этого храма относят к позднему периоду художника.
Витрувий сообщал, что Пракситель принимал участие в работах над Мавсолеем (то есть ок. 350 г. до н. э.).
Плиний в «Естественной истории» (XXXIV, 70) ошибочно приписывает Праксителю первую бронзовую группу «Тираноубийц» Антенора, увезенную из Афин Ксерксом. По его же сообщению, некие бронзовые статуи Праксителя, в том числе Венера (и возможно Теспиады, то есть Музы), стояли в Риме у храма Счастья и погибли в огне. Он сообщает о статуях «Плачущая матрона и Радующаяся гетера», однако это упоминание считают недоразумением вследствие неправильного толкования им какого-то источника.

## В культуре

### Память
- В честь Праксителя назван кратер на Меркурии.
- Именем Праксителя назван астероид (5983) Praxiteles[21].

### В кинематографе
- «Фрина, восточная куртизанка[англ.]» (1953). В роли Праксителя — Ролдано Лупи (Roldano Lupi).
- «Богиня любви[англ.]» (1957). В роли Праксителя — Массимо Джиротти.